# Ménien
El Ménien és un riu de Guinea afluent del Bakhoy. Neix a la muntanya Ménien que li dona nom.
Antigament marcava el límit sud del cercle de Kita, que fou una divisió administrativa colonial francesa del territori de l'Alt Senegal (des de 1890 territori del Sudan Francès i des de 1892 colònia del Sudan Francès).